# Mercedes-Benz CapaCity

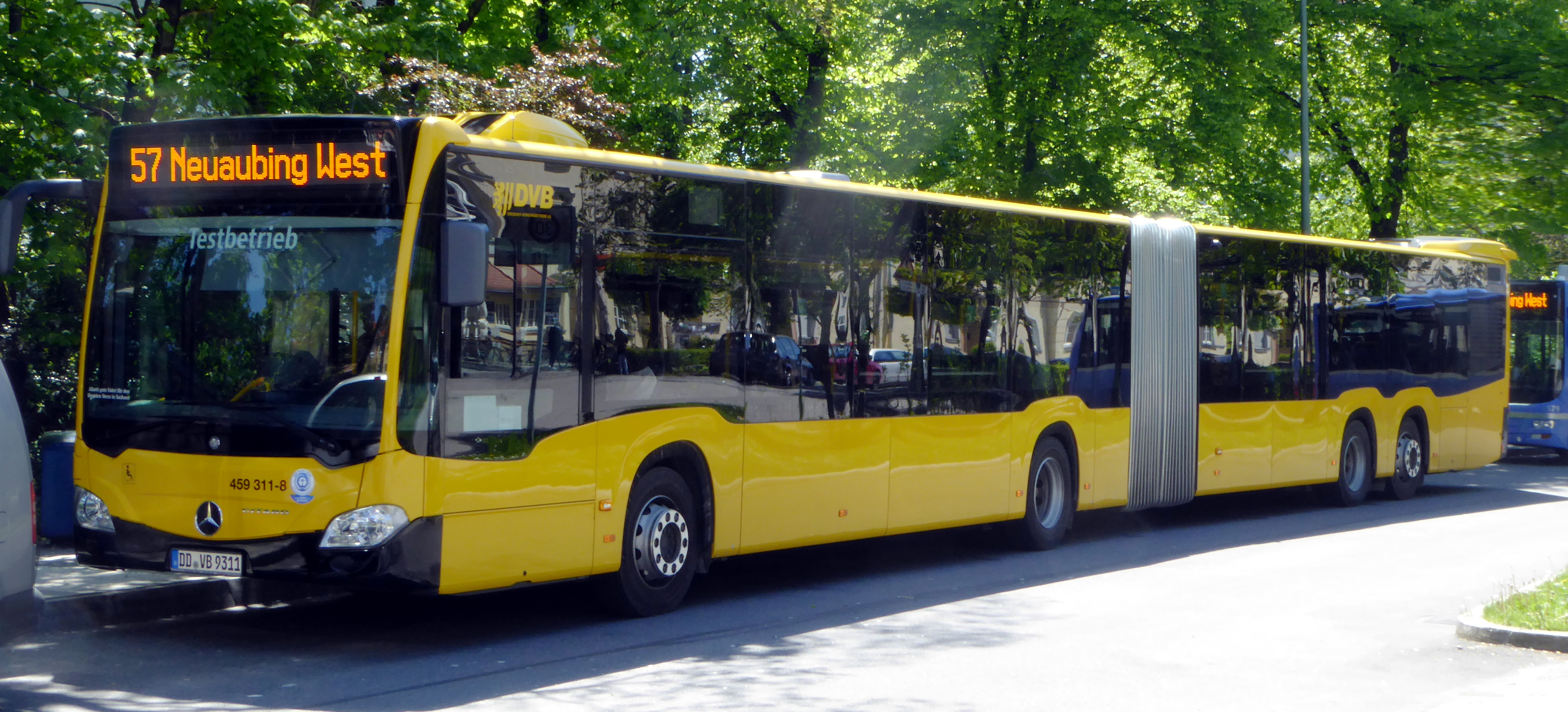
CapaCity L der DVB im Testbetrieb in München

Der Mercedes-Benz CapaCity ist ein vierachsiger, niederfluriger Gelenkbus für den Einsatz als Stadtbus, der seit April 2007 serienmäßig von der Daimler-Truck-Tochter Daimler Buses (vormals EvoBus) in Mannheim gebaut wird. Er ist für Linien mit hohem Fahrgastaufkommen konzipiert und verfügt über 176 bis 193 Plätze, davon 37 bis 45 Sitz- und 133 bis 156 Stehplätze. Die erste, bis Anfang 2015 gebaute Generation hat eine Länge von 19,54 m und drei oder vier Türen. Im Jahr 2015 kam die zweite Generation des CapaCity mit Euro-VI-Motor auf den Markt, wovon zuerst das 21,0 m lange Modell CapaCity L vorgestellt wurde, gefolgt von der nun 19,73 m langen CapaCity-Standardvariante. Beide neuen Modelle sind mit vier oder fünf Türen erhältlich.
Da die Fahrzeuge über das maximal zulässige Maß von 18,75 m hinausreichen, ist für den öffentlichen Betrieb eine Sondergenehmigung erforderlich. Die zulässige Gesamtmasse wird durch die gelenkte vierte Achse im Nachläufer auf 32 Tonnen erhöht. Das Wenden wird durch eine Kamera am Heck des Busses erleichtert, die dem Fahrer auf einem Monitor anzeigt, welchem Kurs der Bus bei gleichbleibendem Lenkeinschlag folgen wird. Das Fahrwerk verfügt über eine Wank-/Nickregelung, wie sie bisher nur bei Brennstoffzellen-Bussen mit hoher Dachlast eingesetzt wurde. Diese soll durch eine elektronisch geregelte variable Kennung der Stoßdämpfer für Sicherheit und einen erhöhten Fahrkomfort sorgen. Ein Reihensechszylinder-Dieselmotor (Euro VI: OM 470; Euro V/EEV: OM 457 hLA) treibt die dritte Achse an.

## Einsatz

### Deutschland
Im November 2005 wurde der CapaCity erstmals vorgestellt. Zu einem der ersten Unternehmen Deutschlands, das einen CapaCity einsetzte, gehört das Privatunternehmen Willy Hummert aus Dissen am Teutoburger Wald. Die Schlüsselübergabe fand im Sommer 2008 statt; später folgte ein weiteres 4-türiges Exemplar, das „Stretch-Bus“ getauft wurde.
Ab August 2008 setzten die Stuttgarter Straßenbahnen (SSB) vier CapaCity im regulären Linienverkehr auf den Linien 42, 72 und 81 ein; 2009 wurden vier weitere Fahrzeuge bestellt; 2010 folgte ein weiterer CapaCity, der zuvor als Vorführwagen im Einsatz war. Alle neun Busse verfügen über drei Türen. Seit dem Fahrplanwechsel im Dezember 2010 fahren die CapaCity nur noch auf der am stärksten frequentierten Stuttgarter Innenstadtlinie 42, da sich der Betrieb auf den Linien 72 und 81 nicht rentierte. Ende 2017/Anfang 2018 erfolgte die vorzeitige Ausmusterung aller neun Busse – diese wurden durch zehn neue CapaCity mit vier Türen ersetzt, da die Stuttgarter Straßenbahnen durch die Feinstaub-Thematik im Stadtzentrum nur noch Fahrzeuge mit Dieselmotoren der Euro-VI-Norm oder alternativen Antrieben einsetzen möchten.
Seit dem 9. Dezember 2008 fährt ein CapaCity des Rottenburger Busunternehmers Groß für den Stadtverkehr Tübingen auf der Linie 18, am 7. Februar 2009 wurden weitere vier Fahrzeuge an das Busunternehmen Kocher geliefert und verkehren seitdem vor allem auf der Linie 5 zu den Kliniken. Im Dezember 2011 kamen weitere drei hinzu.
Nach einer positiven Testphase Anfang 2010 auf den Linien 5 und 45 der ASEAG in Aachen, auf denen sonst Doppelgelenkbusse der Typen VanHool AGG 300 eingesetzt wurden, wurde 2011 zunächst ein Fahrzeug beschafft. Zum Jahresende 2013 wurden sechs weitere CapaCity bestellt, diesmal als 4-türige Version.
Seit dem November 2011 verkehren in Darmstadt auf der von Heag Mobibus betriebenen Linie H fünf CapaCity. Als Grund wird die Beibehaltung des 15-Minuten-Takts bei gestiegenem Verkehrsaufkommen genannt. Seit 2020 sind diese nicht mehr im Betrieb, da neuartige Busse vom Typ MAN Lion’s City 18 C den Betrieb der CapaCity übernahmen. Der Takt der Linie H wurde in diesem Zuge auf 10 min geändert.
Ein CapaCity L wurde von den Berliner Verkehrsbetrieben (BVG) Ende August 2015 für zwei Wochen zu Testzwecken eingesetzt, bevor er an sein eigentliches Ziel, die Hamburger Hochbahn, ausgeliefert wurde. Die Hochbahn selbst hat den CapaCity L sowohl in der 4- als auch 5-türigen Variante auf der Metrobuslinie 5 bis Herbst 2017 getestet. Im September 2018 fuhren in Hamburg bereits etwa 30 CapaCity L der 5-türigen Variante im regulären Linienbetrieb. Bis Ende 2019 wurde die Flotte auf insgesamt 90 Busse ausgebaut.
Auch in Dresden wurde der CapaCity L getestet. Die Dresdner Verkehrsbetriebe (DVB) entschieden sich daraufhin, elf weitere Fahrzeuge der 4-türigen Variante zu beschaffen. Sie fahren seit Januar 2017 auf den nachfragestärksten Buslinien der sächsischen Landeshauptstadt, insbesondere auf den Linien 62 und 64. 2022 wurden 16 weitere Busse bestellt.
Seit 2017 fahren viertürige CapaCity L im Überlandverkehr des Landkreises Potsdam-Mittelmark. Sie werden vor allem auf hochbelasteten Linien wie der X1 (Potsdam – Stahnsdorf – Teltow) eingesetzt.
Seit Ende 2020 setzt die Nahverkehr Schwerin GmbH (NVS) drei CapaCity L ein, welchem im Februar 2023 ein vierter folgte, 2019 stellte auch die Rostocker Straßenbahn AG (RSAG) CapaCitys in Dienst, allerdings in der kurzen viertürigen Version mit 19,75 m.
Im Oktober 2020 startete die MVG in München einen Testbetrieb mit einem CapaCity.
Seit 2021 fährt das Modell auch auf den Straßen von Göppingen.
Auch in Bielefeld werden seit Juni 2023 CapaCity L eingesetzt. Das kommunale Nahverkehrsunternehmen MoBiel arbeitet mit dem Privatunternehmen Redecker zusammen, welches die Busse eigens zu diesem Zweck aus den Niederlanden erworben hat. Die Busse werden auf der Linie 135 und für den Schienenersatzverkehr der sich im Umbau befindlichen Stadtbahnlinie 1 eingesetzt.

### Ausland
- Für das Istanbuler Verkehrsunternehmen İETT sind im Rahmen des lokalen Bus-Rapid-Transit-Systems Metrobüs 250 CapaCity in Betrieb.[22]
- In Wien kommt die Version mit 19,73 m Länge zum Einsatz[23] und wird dort intern als NG265XL bezeichnet. Bis Juli 2019 wurden 61 Busse dieser Type in Betrieb genommen.[24]
- Beim slowakischen Verkehrsunternehmen Dopravný podnik Bratislava sind 41 viertürige CapaCity im Einsatz.[25]
- Bei der niederländischen Connexxion in Amsterdam/Haarlem sind 33 viertürige CapaCity L im Einsatz.
- Bei der niederländischen Qbuzz in Groningen sind 10 CapaCity und 4 viertürige CapaCity L im Einsatz.[26]
- Bei der niederländischen Syntus in Zwolle sind 9 viertürige CapaCity L im Einsatz.[27]
- In Vorarlberg kommt die Standardversion zum Einsatz, 4 Fahrzeuge verkehren seit Anfang 2020 im Vorarlberger Unterland für den Landbus Unterland, sie gehören aber dem ÖBB-Postbus.[28]
- In der spanischen Stadt Granada wurden 2014 insgesamt 15 viertürige CapaCity in Betrieb genommen.[29]
- Seit November 2020 verkehren 23 CapaCity bei Transdev in der schwedischen Stadt Göteborg.[30]

## Bilder

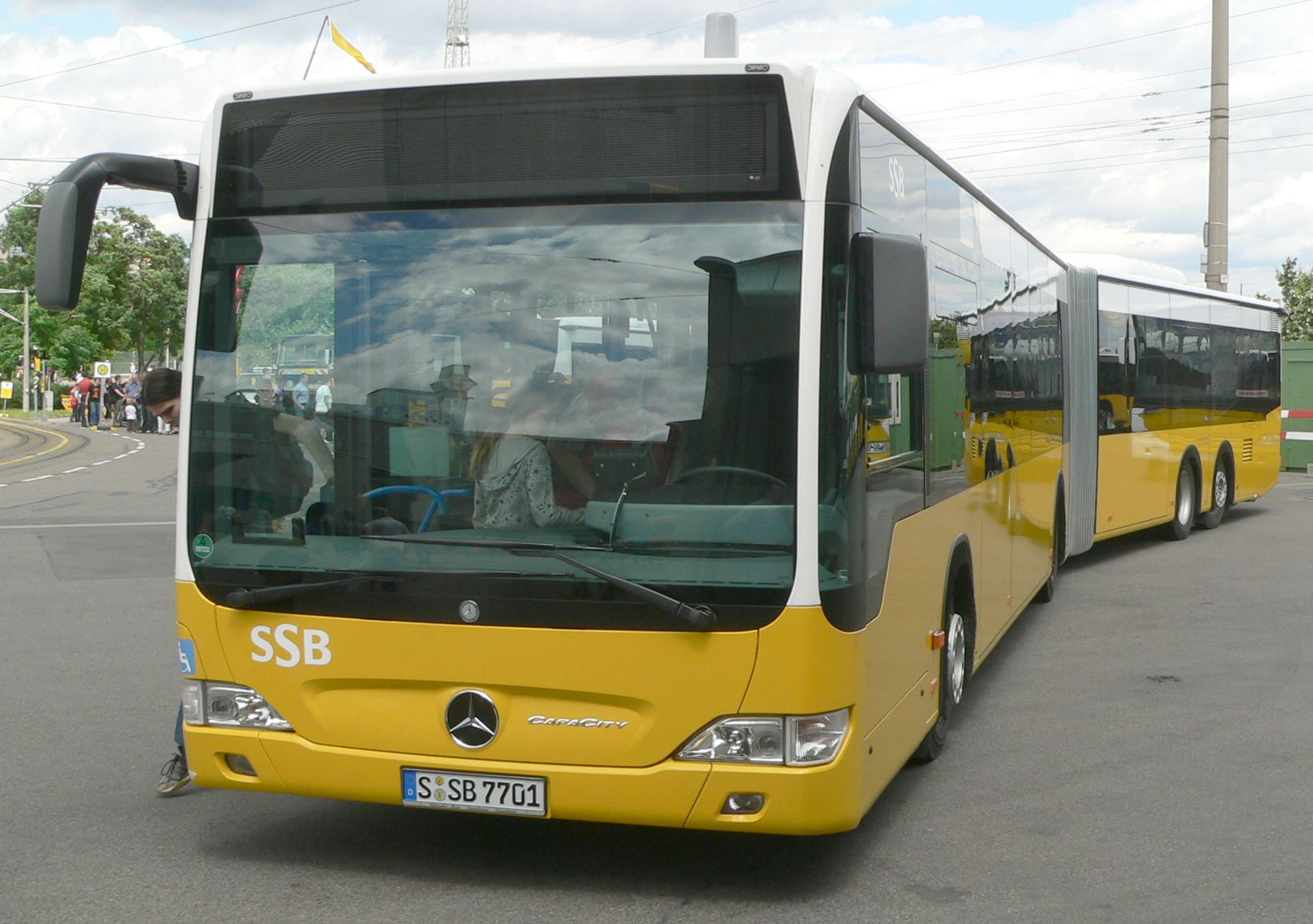
CapaCity der Stuttgarter Straßenbahnen
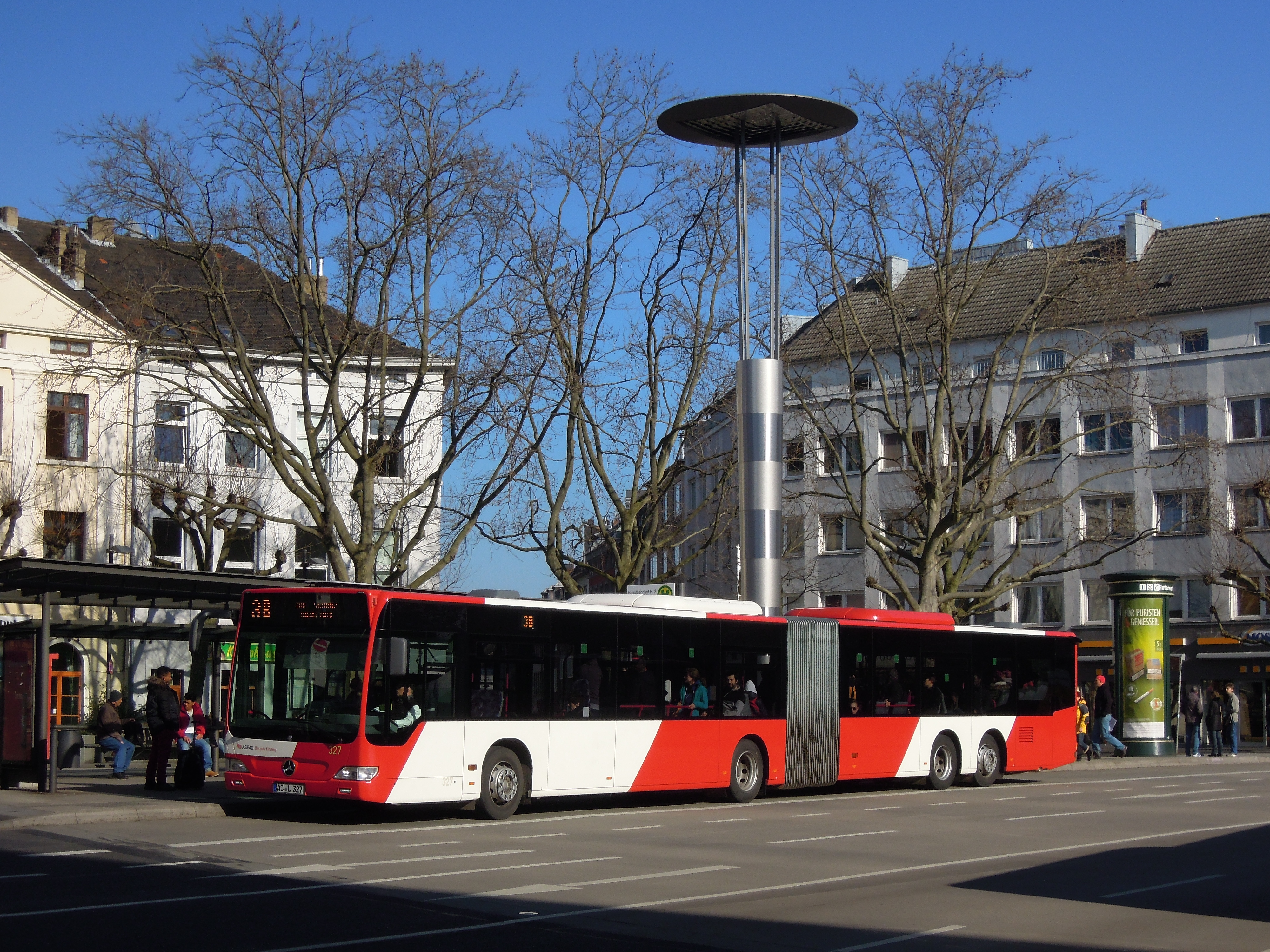
CapaCity der ASEAG am Aachener Hauptbahnhof
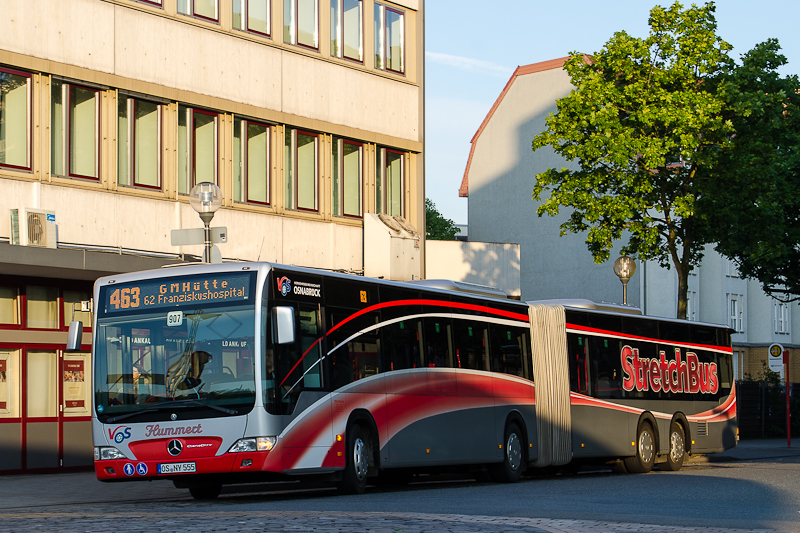
StretchBus (CapaCity; ex Vorführwagen) von Hummert Reisen am Hauptbahnhof Osnabrück
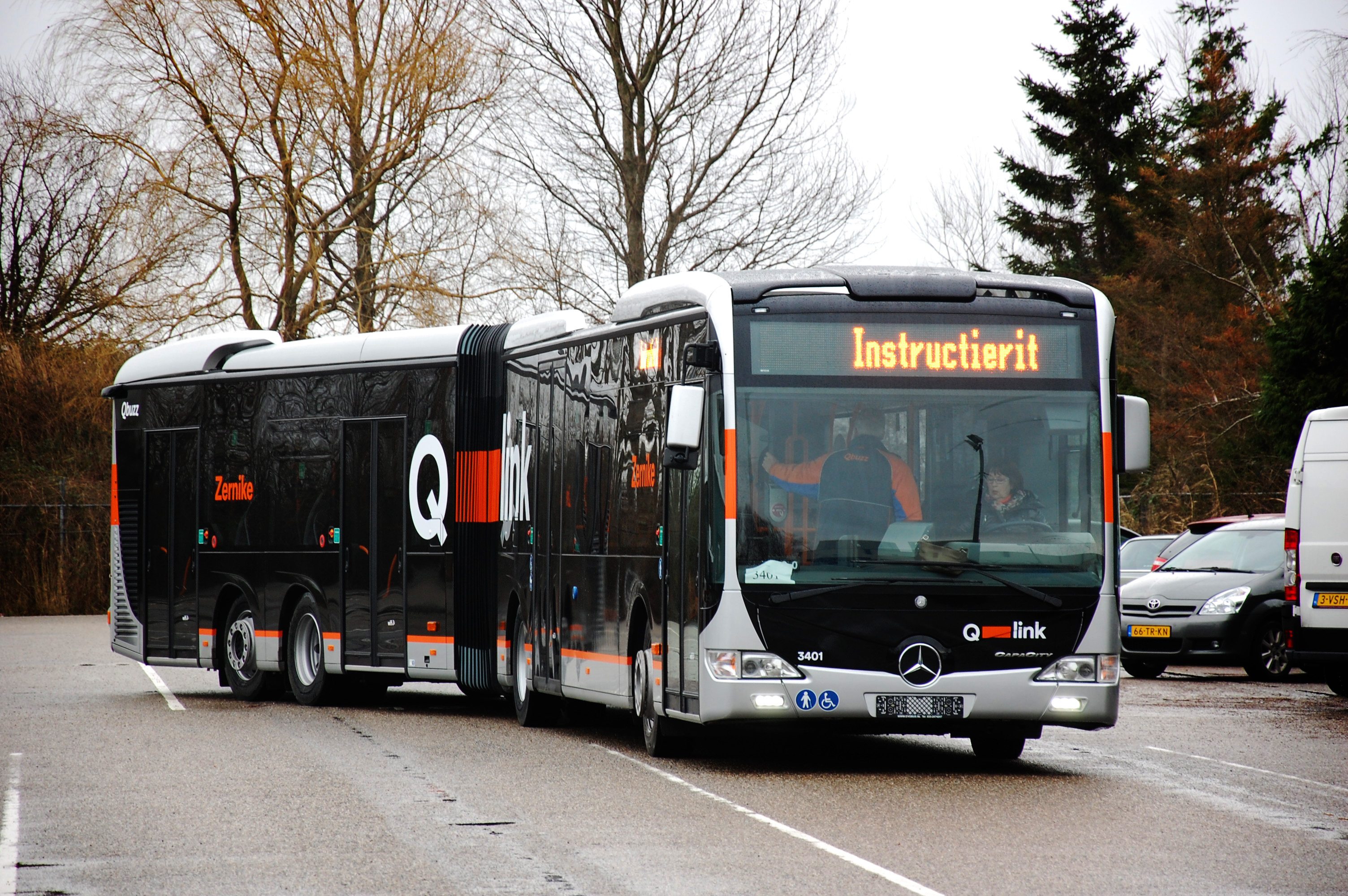
Erster CapaCity der Niederlande
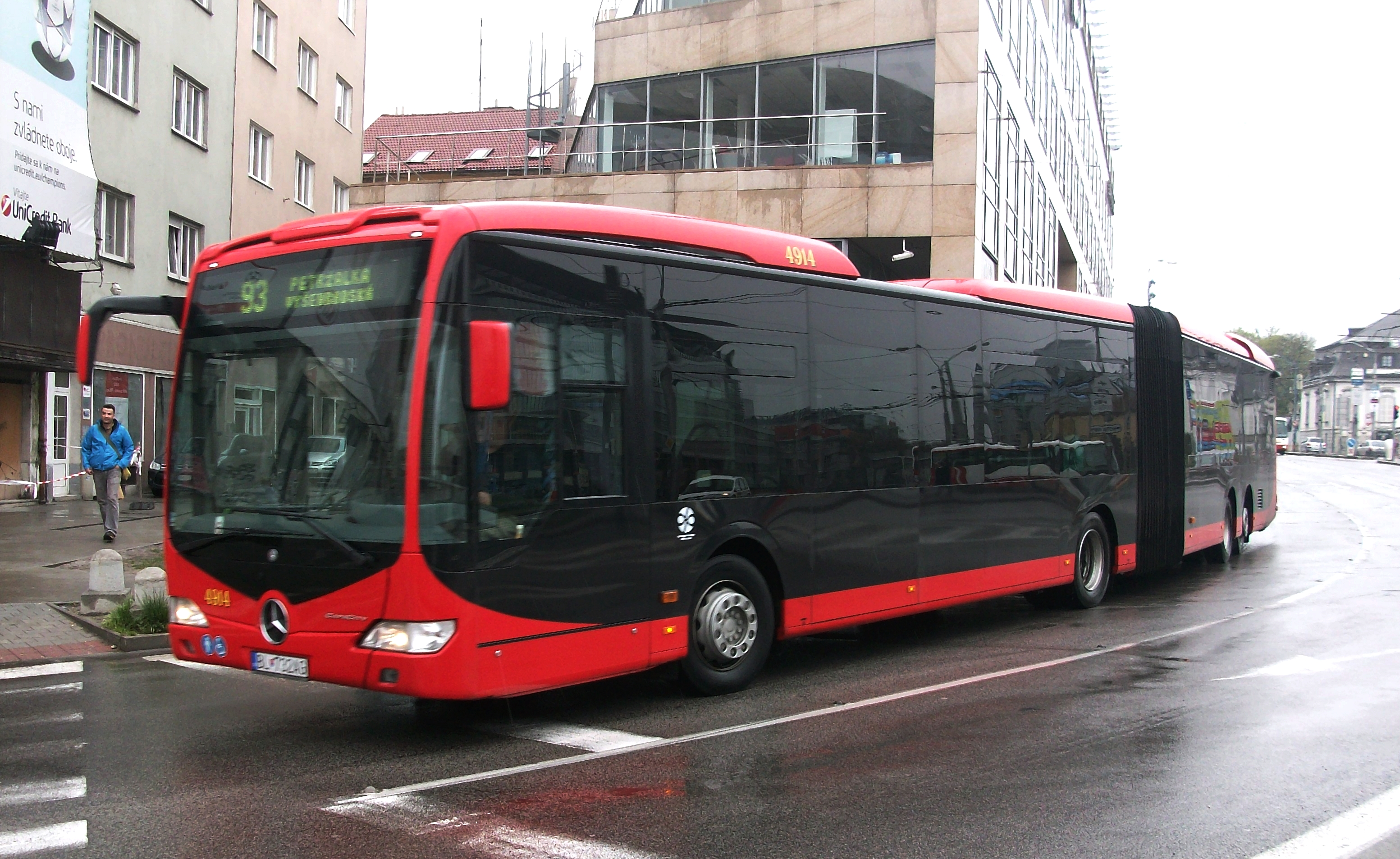
CapaCity im MetroDesign aus Bratislava
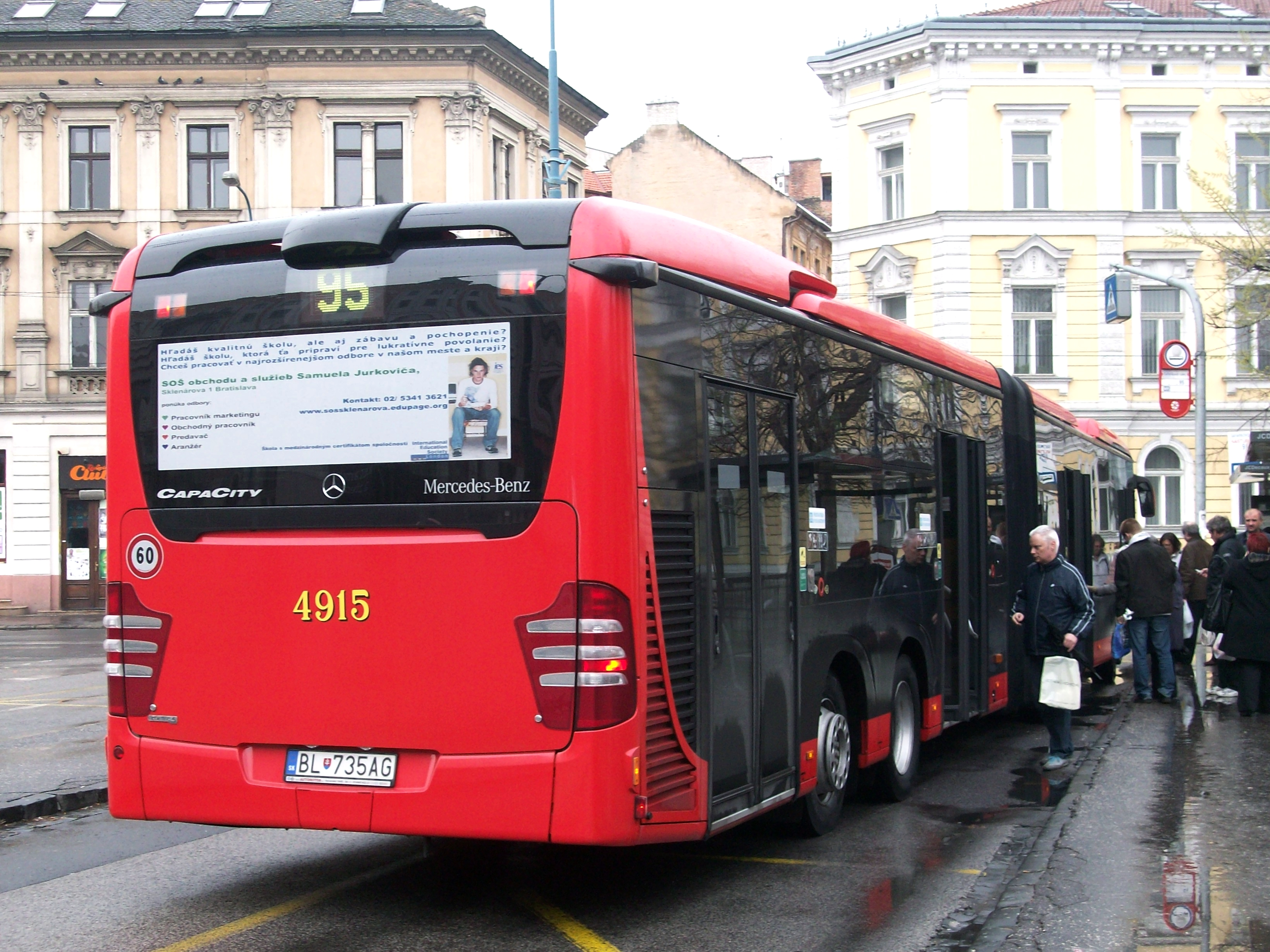
Heckansicht eines CapaCity im MetroDesign
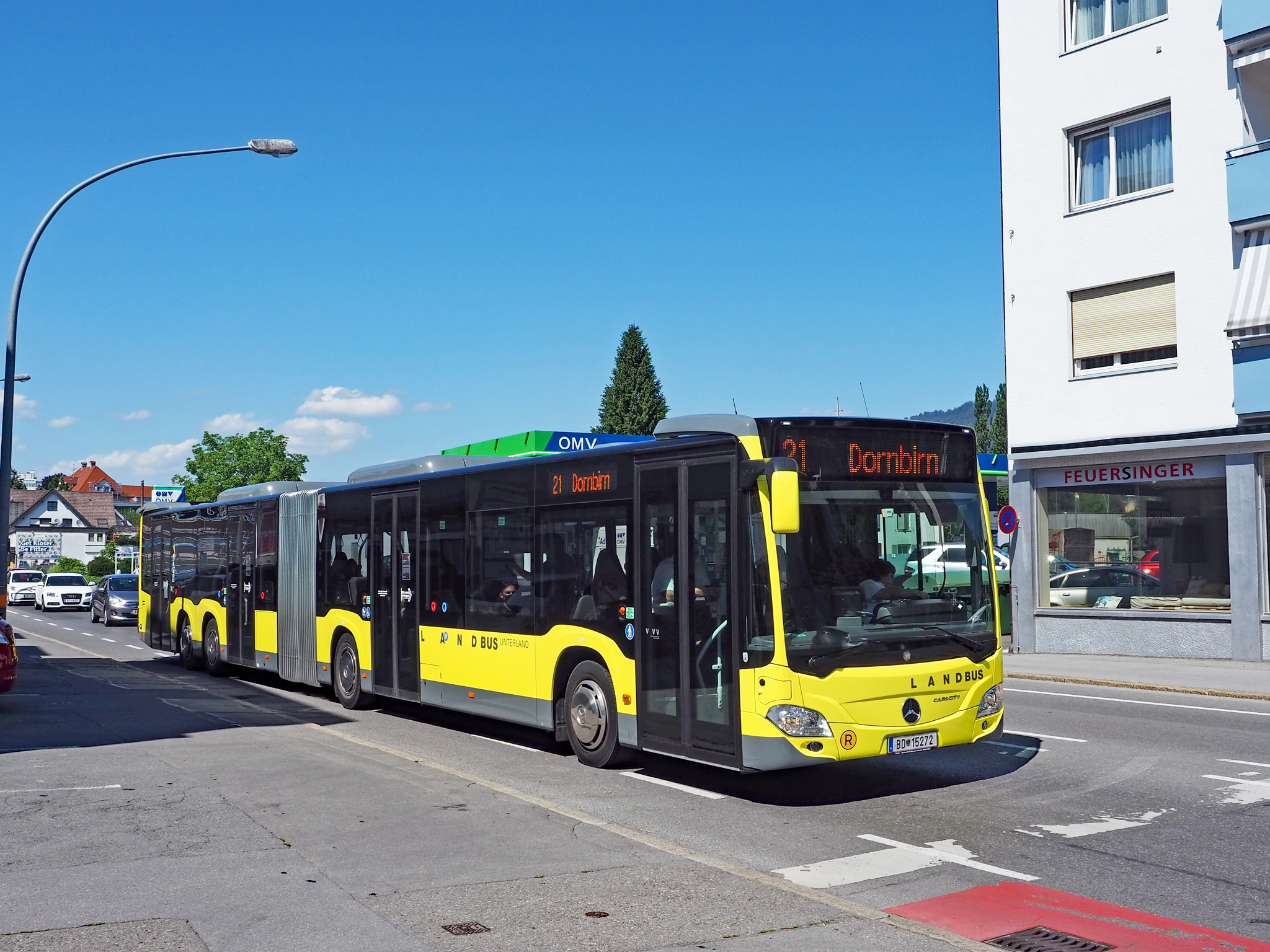
Der neuere CapaCity C2 vom Landbus im Vorarlberg
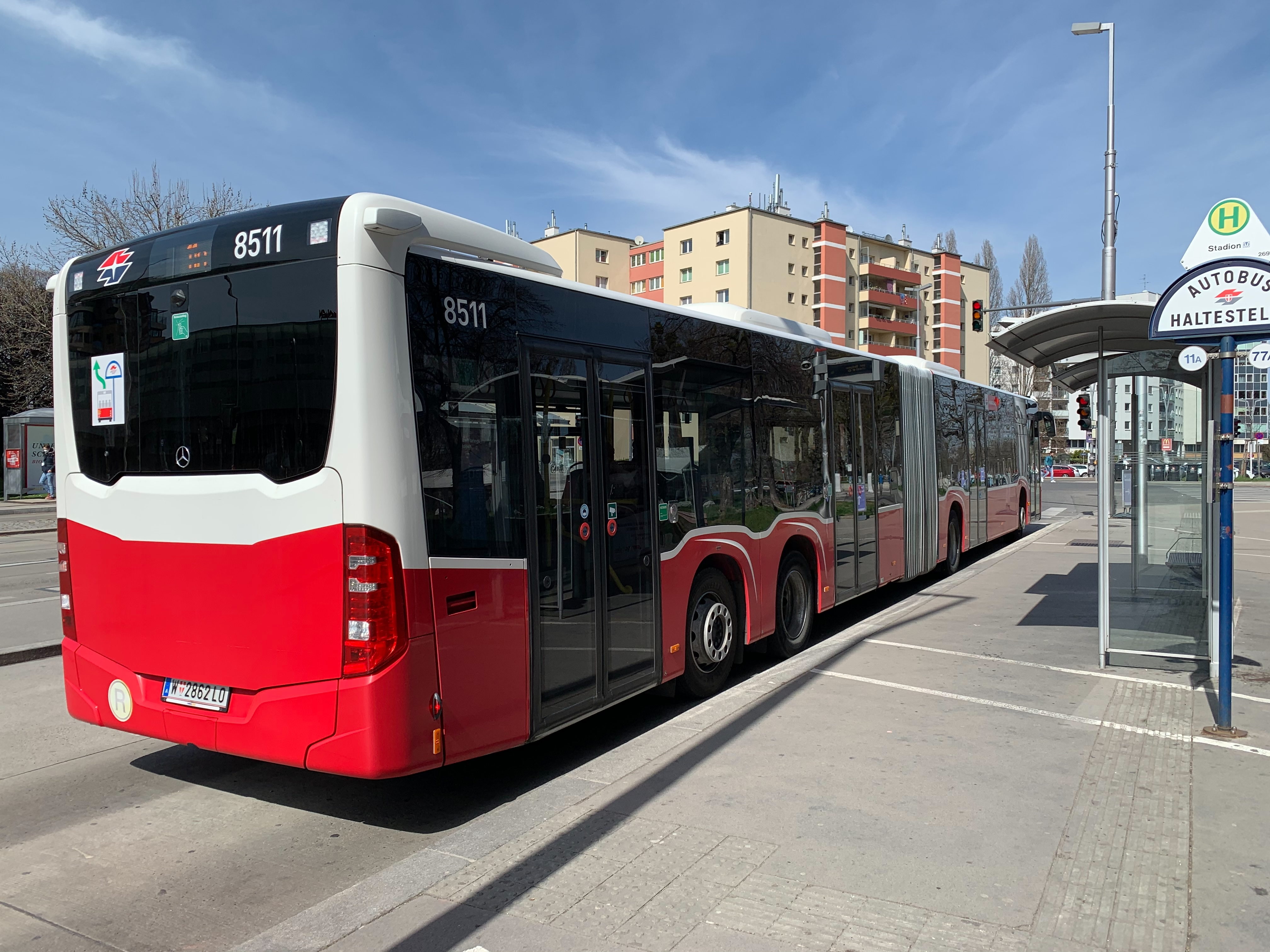
Heckansicht eines CapaCity C2 der Wiener Linien beim Stadion in Wien